# Utsaaittivarash
Utsaaittivarash är en kulle i Finland. Den ligger i Utsjoki kommun i landskapet Lappland, i den norra delen av landet, 1 100 km norr om huvudstaden Helsingfors. Toppen på Utsaaittivarash är 369 meter över havet. Utsaaittivarash ingår i Paistunturit.
Terrängen runt Utsaaittivarash är platt åt nordost, men åt sydväst är den kuperad. Trakten runt Utsaaittivarash är nära nog obefolkad, med mindre än två invånare per kvadratkilometer. Det finns inga samhällen i närheten. Omgivningarna runt Utsaaittivarash är i huvudsak ett öppet busklandskap.